# Амбросов Володимир Якович
Амбросов Володимир Якович (нар. 8 березня 1936  — пом. 18 лютого 2014)— український економіст, професор, член-кореспондент НААН України, доктор економічних наук, завідувач кафедри обліку і аудиту Харківського національного технічного університету сільського господарства  імені Петра  Василенка.

## Біографія
Володимир Якович народився 8 березня 1936 року у м. Шебекіно, Бєлгородської області (Російська Федерація).
У 1958 році закінчив економічний факультет Харківського сільськогосподарського інституту ім. В. В. Докучаєва.
З 1958 по 1959 роки працював агрономом центрального відділення радгоспу «Великотокмацький» Запорізької області.
З 1959 по 1961 роки працював головним економістом радгоспу ім. Леніна Харківської області.
З 1961 по 1964 роки навчався в аспірантурі Науково-дослідного інституту тваринництва Лісостепу та Полісся УРСР.
У 1964 році Володимир Якович захистив дисертацію на здобуття наукового ступеня кандидата економічних наук на тему «Організація кормової бази в молочно-овочевих господарствах».
У 1969 році було присвоєно вчене звання старший науковий співробітник відділу економіки.
З 1970 року за конкурсом був обраний до Харківського відділу Українського науково-дослідного інституту економіки і організації сільського господарства імені О. Г. Шліхтера на посаду завідувача сектора.
З 1986 по 2005 роки працював завідувачем Харківського відділу науково-виробничих формувань Українського науково-дослідного інституту економіки агропромислового виробництва ім. А. Г. Шліхтера.
У березні 1991 року захистив докторську дисертацію на тему «Економічні проблеми формування раціональних типів підприємств та об'єднань регіональних АПК».
З 1992 по 1995 роки працював за сумісництвом професором кафедри «Організації та менеджменту» Харківського інституту механізації та електрифікації сільського господарства.
З 1993 році був обраний членом-кореспондентом НААН України по відділенню аграрної економіки і продоовольства НААН України.
У 1995 році Володимиру Яковичу присвоєно вчене звання професора.
З 1995 по 1999 роки працював за сумісництвом завідувачем кафедри «Економіки, бізнесу та маркетингу» Харківського інституту механізації та електрифікації сільського господарства.
З 1997 по 2003 роки працював за сумісництвом професором кафедри «Організації» Бєлгородської сільсьгосподарської академії.
З 2006 по 2011 роки головний науковий співробітник ННЦ «Інститут аграрної економіки».
З 2009 року працював завідувачем кафедри «Облік і аудит» Харківського національного технічного університету сільського господарства імені Петра Василенка.
З 2011 по 2012 роки був головою спецради по захисту кандидатських дисертацій з економіки в Харківському національному технічному універститеті сільського господарства імені Петра Василенка.
З 18 березня 2014 року похоронений у м. Харків на меморіальному комплексі «Слобожанский».

## Праці
Володимир Якович автор понад 670 наукових праць, у тому числі 92 особистих і колективних монографій, 87 методик та методичних рекомендацій, 6 підручників, 12 навчальних посібників.

## Наукова діяльність
Під його керівництвом захищено 16 кандидатських і 4 докторських дисертацій, готуються 4 кандидатських та 2 докторські дисертації. Амбросов В.Я протягом багатьох років був членом спеціалізованих рад із захисту кандидатських дисертацій Харківського національного аграрного університету ім. В. В. Докучаєва, Сумського національного аграрного університету, ННЦ «Інститут аграрної економіки».
Амбросов В. Я. — Відомий вчений в галузі економіки агропромислового виробництва, активно працював у науково-методичних комісіях Міністерства аграрної політики та продовольства, керував аграрної секцією Північно-Східного Центру Академії наук НАН України, є членом Всеукраїнського, керівником Північно-Східного регіонального конгресу вчених економістів-аграрників.
Амбросов В. Я. — автор цілого ряду впроваджених у виробництво наукових розробок. З його безпосередньою участю були обґрунтовані і створені спеціалізовані господарства в приміських зонах Харкова, Дніпропетровська, Донецька, Луганська, Кривого рогу, Лисичанська, слава-Сербська. По Україні було створено 470 типів таких господарств. З безпосередньою участю Амбросова В. Я. в Харківській області було створено 33 господарства по вирощування і відгодівлі молодняку великої рогатої худоби, 24 свинарських і 345 зерново-буряко-молочних господарств. Розроблена і впроваджена в Харківської області система спеціалізованих господарств була прийнята в Загалом по Україні, де функціонувало 1680 господарств по виробництву яловичини і свинини, понад 2 тис., з виробництва молока, близько 500 по вирощуванню нетелей. На основі проведених досліджень під науковим керівництвом Амбросова В. Я. були розроблені і економічно обґрунтовані перспективи розвитку, розміщення і спеціалізації сільського господарства Харківської області на період до 2000 року. Особливістю цієї роботи була не тільки стратегічна спрямованість галузі на довгострокову перспективу, але і наукове обґрунтування принципів поділу праці та кооперації при використанні ресурсного потенціалу. При цьому економічний розвиток тісно поєднувалося з соціальним розвитком колективів підприємств, а також особливостями територій. Така робота була вперше виконана в Україні на прикладі господарств і районів — Краснокутського Харківській області, Волноваського Донецької області, Чемеровецького Хмельницької області, Покровського Дніпропетровської області.
Значне місце в дослідженнях Амбросова В. Я. відводилося виробничої кооперації і подальшого формуванню інтенсивних виробничих структур на основі міжгосподарської кооперації. Ця робота послідовно переросла в дослідження більш глибоких процесів кооперації, пов'язаних з формуванням і функціонуванням виробничих галузевих об'єднань, які стали прототипом сучасних кластерів. У перші в Україні були розроблені і впроваджені виробничі галузеві об'єднання в Красноградському, Балаклійському, Зачепилівському, Лозівському районах Харківської області, Криничанському районі Дніпропетровської області. Об'єднання показали високий рівень виробництва і рентабельності. Першим агропромисловим комбінатом в Україні був «Чугуївський» Харківської області, розробки і обґрунтування якого проходили при безпосередньої участі і під методичним керівництвом В. Я. Амбросова. Техніко-економічне обґрунтування розглядалося в Міністерства сільського господарства м'ясо-молочної та харчової промисловості, Раді Міністрів України. Досвід створення і подальшої ефективної роботи комбінату був використаний в Київській, Донецькій, Сумській та інших областях України, а так ж у Росії та Узбекистані. З безпосередньою участю Амбросова В. Я. організована перша в Україні науково-виробнича система «Гречка». В подальшому під науковим керівництвом Амбросова В. Я. були створені і успішно функціонували науково-виробничі системи у Харківській, Дніпропетровській, Полтавській, Івано-Франківській, Сумській та інших областях. Рекомендації з організації виробничих і науково-виробничих систем і економічних взаємовідносин їх учасників були передані у всі господарства України. Перехід до ринкових відносин, процеси приватизації і реформування призвели до трансформації сформованих форм виробництва.
Автором спільно з професором Белебеха І. О., доцентом Сахненко В. І. були розроблені, розглянуті в області та районах методичні рекомендації по роздержавленню і приватизації підприємств агропромислового комплексу. У процесі реформування агропромислового комплексу Амбросов В. Я. неодноразово виїжджав безпосередньо на місця в Богодухівський, Балаклійський, Лозівський, Нововодолазький, Вовчанський, Куп'янський, Чугуївський, Валківський, Харківський і інші райони. Пропозиції щодо реформування були надані безпосередньо міністерству аграрної політики та продовольства, Національної аграрної академії наук, іншим органам країни.

## Відзнаки та нагороди
- Медаль «За трудову доблесть» (1976)